# SU-100
SU-100 (rusky СУ-100, самоходная артиллерийская установка) byl sovětský stíhač tanků, postavený na podvozku tanku T-34 konstrukční kanceláře Uralmašzavod, jako přímý pokračovatel modelu SU-85, z důvodu nedostatečné kapacity proti novým německým těžkým tankům. Sériová výroba SU-100 byla zahájena v Uralmašzavodu v srpnu 1944 a pokračovala, podle různých odhadů, až do března 1946. V letech 1951–1956 byl licenčně vyráběn v Československu pod označením SD-100. Celkem bylo v SSSR a Československu vyrobeno podle různých zdrojů 4 772 až 4 976 ks.
Do boje byl SU-100 poprvé nasazen v lednu 1945, později se zúčastnil celé řady operací mj. ve Velké vlastenecké válce, včetně sovětsko-japonské války; ale obecně bylo jejich použití omezeno. SU-100 po válce zůstal několik desetiletí ve výzbroji sovětské armády. Byl dodáván i spojencům a Sovětským svazem byl nasazen v řadě poválečných lokálních konfliktů, včetně nejaktivnější – v průběhu arabsko-izraelských válek. Na konci 20. století byl SU-100 v mnoha zemích vyřazen, ale v některých je stále ještě v provozu.

## Historie a výroba

### Předchůdce

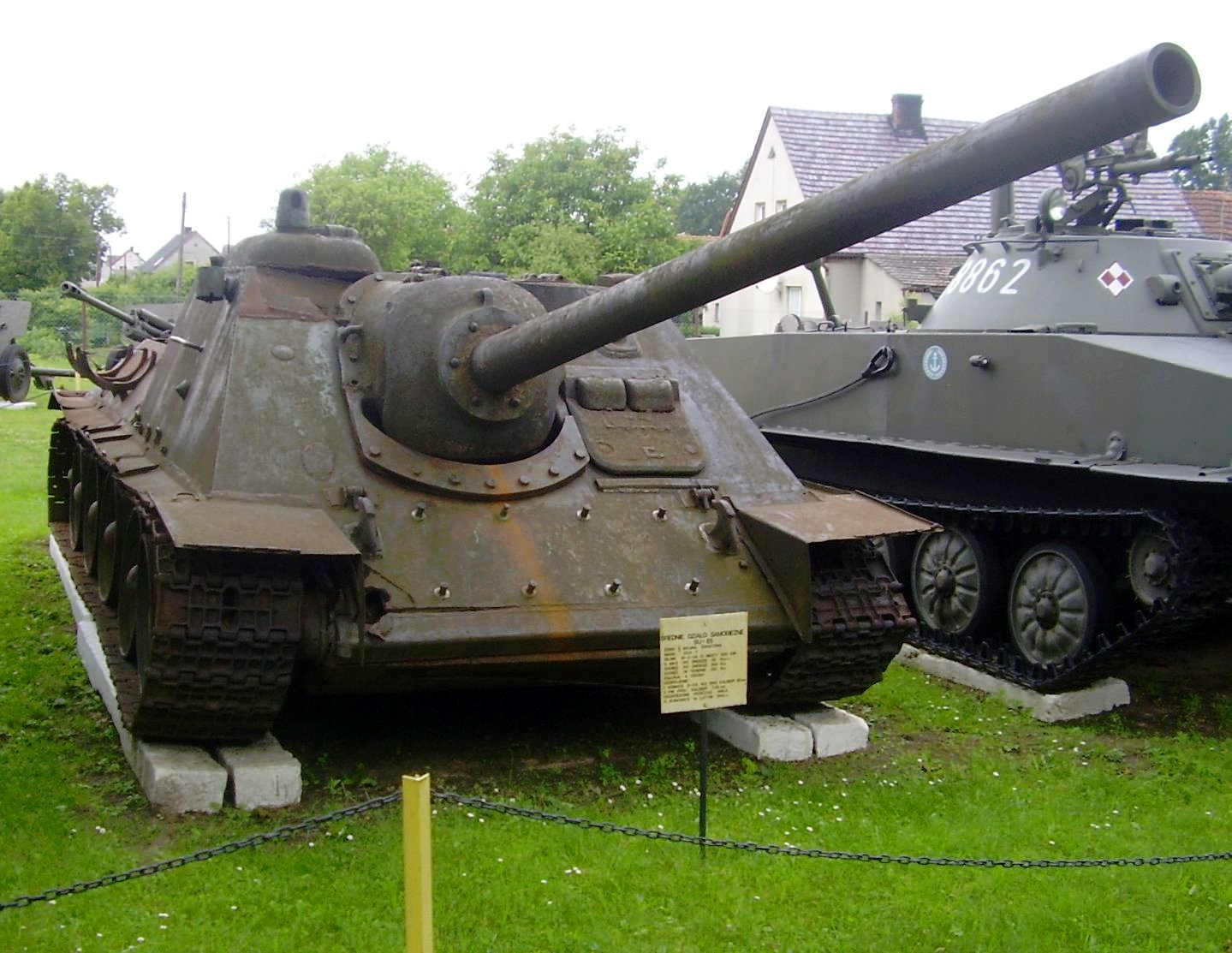
Stíhač tanků SU-85

První z třídy stíhačů tanků, které byly vyrobeny v Sovětském svazu, byl SU-85, postavený na podvozku tanku T-34 a uvedený do výroby v létě 1943.
85mm kanón D-5S dovolil SU-85 efektivně se vypořádat s průměrnými nepřátelskými tanky na vzdálenost přes kilometr, zatímco na menší vzdálenost dokázal prorazit i přední pancíř těžkých tanků. Nicméně, první měsíce ukázaly, že síla není dostatečná k účinnému boji proti odolnějším tankům nepřítele, jako byl například „Panther“ a „Tiger I“, které měly výhodu jak v palebné síle a ochraně, tak i v efektivním zaměřovacím systému, který umožňoval boj z druhé vlny.
29. srpna 1943 vydal ГКО rozkaz k rychlému vytvoření účinnější protitankové zbraně.
V období září a října Uralmašzavod postavil další z řady SU na základě T-34, šlo vlastně o upravené SU-85 s instalovaným 122mm kanonem D-25. Jenže další studie projektu ukázaly, že tyto změny zvýší hmotnost o 2,5 tun, sníží množství munice a rychlost vozu. Ve skutečnosti to znamenalo, že instalace 122 mm kanonu nebo 152 mm houfnice D-15 způsobí snížení mobility vozu, takže bylo rozhodnuto ponechat tyto zbraně ve výzbroji těžkých tanků a samohybných děl.
Alternativním směrem, do kterého se vkládaly naděje, byl vývoj 85 mm zbraně s dlouhou hlavní a větší primární rychlostí projektilu – «Větší síla». Ale i když byly vyrobeny a testovány řady těchto zbraní, práce v tomto směru selhaly – nové kanóny měly nedostatečnou výdrž, hlaveň se často roztrhla. Kromě toho, že výsledky střelby na ukořistěné německé tanky odhalily špatný výkon ve vysoké rychlosti. Ve srovnání se střelami s lehkým kalibrem se lehké 85mm granáty ukázaly jako nedostatečné proti pancíři s vysokou tvrdostí. Konečná studie ukázala, že ramena[ujasnit] 85mm kanónu nevyužila všechny funkce plně automatického řídícího systému na podvozku T-34.

### Výroba prototypu

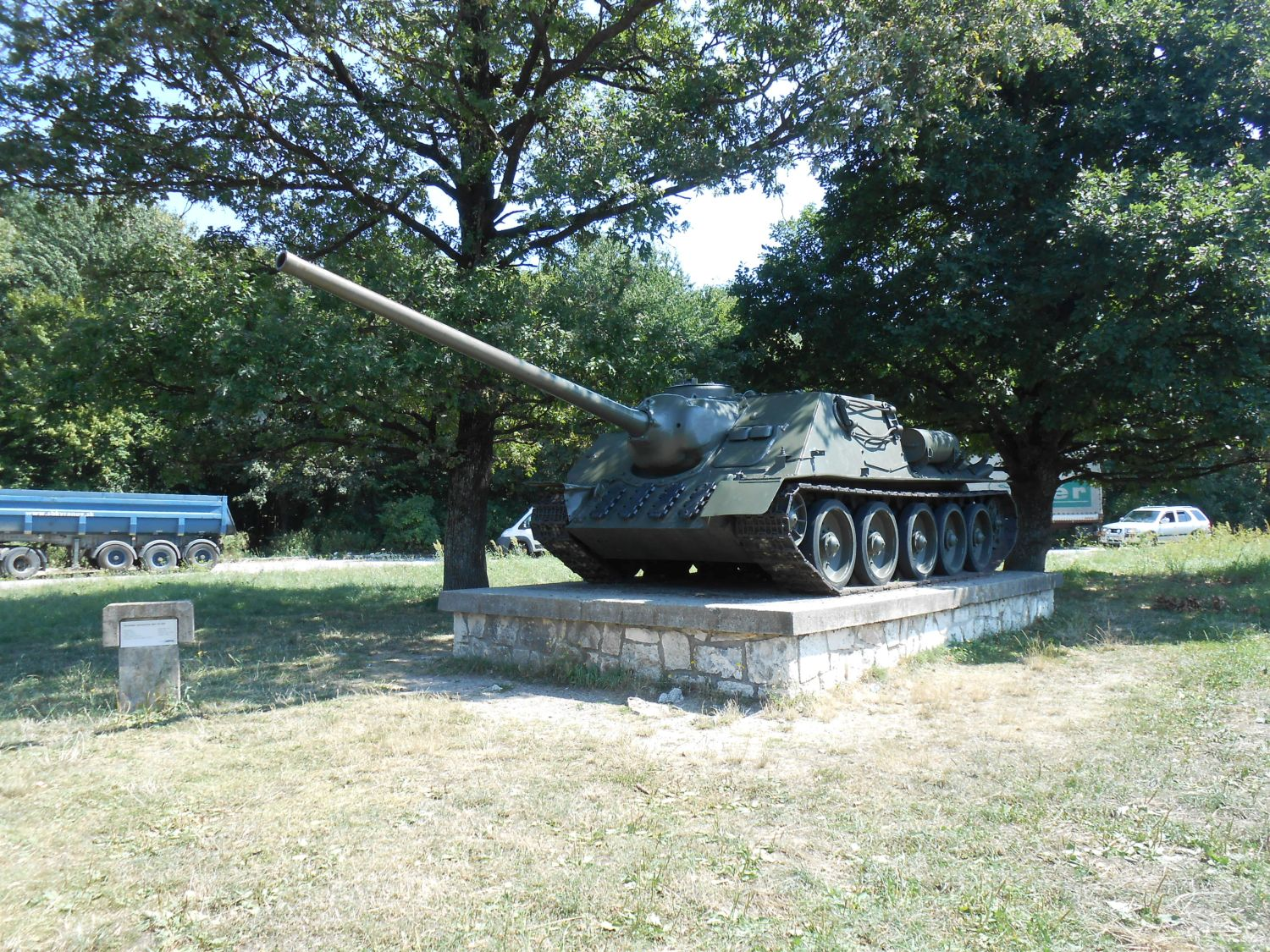
SU-100 vystavený nedaleko památníka v Dargovském průsmyku

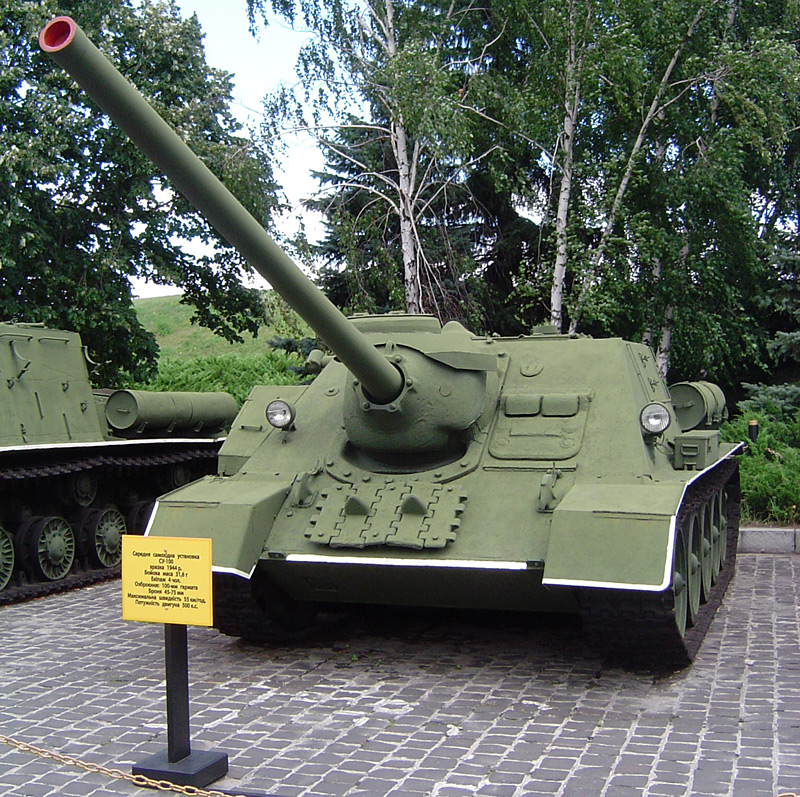
SU-100 v muzeu velké vlastenecké války v Kyjevě

Výpočty provedené MVTU, Uralmašzavodem, Tehupravleniem a IEC (lidový komisariát zbraní SSSR) na začátku listopadu 1943 ukázaly, že nejefektivnější bude vybavit SU kanonem s ráží 100–107mm. Vzhledem k tomu, že vývoj 107mm kanonu, jako byl kanon M-60, byl ukončen v roce 1941, bylo 11. listopadu vedením IEC rozhodnuto o vytvoření nového tanku založeného na námořním 100mm kanonu B-34. Vývojem návrhu stíhače byl pověřen šéfkonstruktér Uralmaše L. I. Gorlitskij. Hlavním inženýrem projektu pak N. V. Kurinov. Návrh projektu stíhače byl představen NKTP (lidový komisariát tankového průmyslu) a UCA (správa dělostřelectva) 5. 12. 1943. Po přezkoumání státních zakázek z 27. prosince byla vydána vyhlášku č.4851 na přezbrojení těžkého tanku IS, která zároveň pověřila CAKB (ЦАКБ – centrální konstrukční kancelář dělostřelectva) k vytvoření návrhu odpovídajícího 100mm kanonu pro instalaci na SU-85. 28. prosince zaslala CAKB objednávku č.765 do Uralmašzavodu.
- 15. ledna 1944 – Skončily konstrukční práce na SU na základě T-34, vyzbrojeném 100mm kanonem podle CAKB.
- 20. února 1944 – Prototyp hotov a testován ve výrobě, strojírny Nižnij Novgorod závod č.92 dodaly dělo až 25. února.
- 25. února 1944 – Předán prototyp ke státním zkouškám

Studií výkresů kanonu C-34 zaslaných CAKB (ЦАКБ), který byl původně určený pro těžký tank IS-2, došli v Uralmašzavodu k závěru, že vzhledem k velké velikosti děla by na SU-85 byly zapotřebí příliš velké konstrukční úpravy, které by zahrnovaly zvětšení šířky těla, změnu tvaru a změnu torzního zavěšení. CAKB však odmítla jakékoliv úpravy své zbraně. Uralmaštavod odhaduje že by přestavba SU vedla ke zvýšení hmotnosti o 3,5–3,8 tuny a doba dodání by se prodloužila minimálně o 3 měsíce. To ale naprosto nevyhovovalo zákazníkovi. V důsledku toho, že se podobná situace již stala při výrobě SU-85, kontaktoval Uralmašzavod Zavod č.9 v Jekatěrinburgu, společně s návrháři, kteří by vytvořili vhodný kanon pro SU-85. Ten měl mít menší hmotnost než C-34 a nevyžadoval by významné změny na poslední chvíli. V lednu 1944 požadoval Úřad samohybného dělostřelectva instalaci 100mm kanonu D-10S, zvětšení tloušťky čelního pancíře až na 75mm, nové zařízení pro vidění Typ IV (MK-IV) a velitelskou kopuli, se zachováním hmotnosti do 31 tun.
Nicméně mohly být použity jen výbušné granáty B-34, protože jak se ukázalo, konec vývoje protipancéřové střely se neočekával dříve než ve druhé polovině roku 1944. Nevyhnutelné zpoždění umožnilo šéfovi CAKB B. Grabinovi trvat na vytvoření samohybného děla s kanonem C-34. V důsledku následujících jednání z 30. dubna nařídil NKTP výrobu prototypu s kanonem C-34 pod označením SU-100-2, a použít srovnávací testy s SU-100. IEC a GAU (hlavní raketové a dělostřelecké ředitelství ministerstva obrany) ještě zvažovala zda povolit přestavbu těla SU-85 a tudíž povolit instalaci kanonu C-34, i když s řadou vad. Ale všechny změny potřebné k efektivní instalaci do SU-85, by byly téměř totožné s výrobou kanonu D-10S speciálně vyvinuté pro tento účel.
V únoru 1944 byl vyroben ve spolupráci Uralmaše se závodem č.50 prototyp s kanonem D-10S, nazvaný „Objekt 138“, který úspěšně prošel továrními testy. Skládaly se z 30 vystřelených střel a 150 najetých kilometrů. 3. března byl prototyp poslán na státní zkoušky na ANIOP (hlavní dělostřelecké cvičiště ozbrojených sil Ruské federace ), během kterého měl vůz najet 864 km a vypálit 1040 střel. Poté státní komise rozhodla, že je vyhovující, ale je potřeba provést nějaké změny v designu. 14. dubna byly Uralmašzavodu nařízeny okamžité přípravy na sériovou výrobu nového SU.
Prototyp SU-100-2 byl vyroben v počtu 9 kusů mezi dubnem a květnem 1944, s použitím zbraně z prototypu tanku IS-5. Současně s ním byl dokončen druhý prototyp SU-100, zahrnující vylepšení doporučená zkušební komisí. 24.–28. června složil na ANIOPu státní zkoušky. Dle výsledků testů, ve kterých SU najelo 250 km a vypálilo 923 střel ho Státní komise doporučila k výrobě, a prohlásila, že SU-100 zničí tanky „Panther“ a „Tiger I“ i na vzdálenost 1500 m a bez ohledu na místo dopadu proráží pancíř německého stíhače „Ferdinand“ až na vzdálenost 2000 metrů. SU-100-2 byl testován na ANIOPu na začátku července, ale testy ukázaly daleko horší výsledky než SU-100, a komise ho nedoporučila k další výrobě. SU-100 byl přijat Rudou armádou vyhláškou GKO (ГКО) č.6131 dne 3. července 1944.

### Sériová výroba

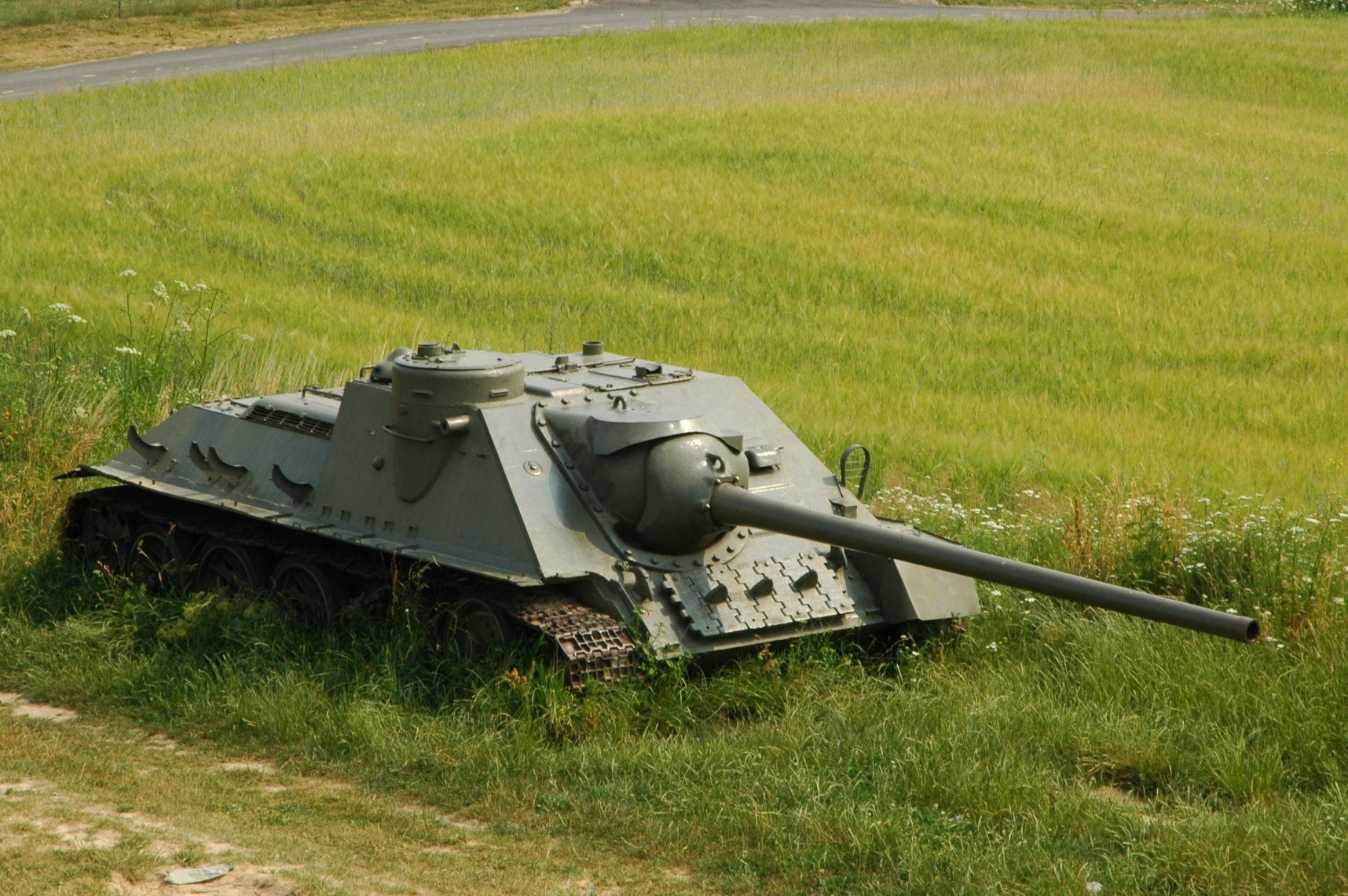
Dochovaný český SU-100

Zatímco v Uralmaši zahájili přípravu na výrobu SU-100, vypracoval L. I. Gorlitskij návrh přechodu SU-85 na SU-85M, který měl tělo z SU-100 a 85mm kanón D-5S-85. Model kanonu SU-85M byl odlišný od SU-100, ale podobný SU-85 otočným mechanizmem, maskou kanonu a místem na 60 85mm střel. Zavedení SU-85M dovolilo provést zlepšení SU-100 (silnější pancéřování a lepší pozorovací zařízení) v hromadné výrobě. Hlavní příčinou této skutečnosti bylo očekávání dodávky 100mm kanónu na protipancéřové střely z kanonu B-412B v listopadu 1944. První Su-85M bylo vyrobeno v červenci 1944, a v srpnu už byla celá montážní linka na SU-85 změněna. Výroba SU-85M trvala až do listopadu téhož roku, v průběhu tří měsíců bylo vyrobeno pouze 315 kusů tohoto typu.
Sériová výroba SU-100 začala v Uralmašzavodu v září 1944. První vyrobené stíhače tanků byly shodné s druhým prototypem a novější úpravy při výrobě tvořily zejména technologické změny.
Údaje o počtu vyrobených kusů a době výroby se liší. Je však známo, že výroba SU-100 probíhala v Uralmašzavodu minimálně do března 1946, s rychlostí zhruba 200 kusů měsíčně v době války. Celkem bylo v tomto období vyrobeno 3037 kusů. Podle dokumentů RGAE (РГАЭ – Ruský státní archiv hospodářství), Omský závod č. 174 v roce 1947 vyprodukoval 198 SU-100 a 6- na začátku roku 1948, ačkoli historik M. Barjatinskij tyto zveřejněné informace zpochybnil, všiml si nepravděpodobnosti jednoho vydání série po roční přestávce. Západní zdroje, na základě zpravodajských zpráv USA, uváděly údaje o výrobě SU-100 v SSSR od roku 1948 do roku 1956 a to ve výši cca 1 000 kusů, ale sovětské údaje to nepotvrdily. V poválečném období byla výroba SU-100 obnovena v Československu, kde mezi lety 1951 – 1956 bylo pod licencí vyrobeno 1420 dalších typů.
| Výroba SU-100 v Uralmašzavodu |      |      |      |      |      |      |      |      |      |      |      |      |      |      |      |      |      |      |      |        |
| Rok/měsíc                     | 1944 | 1944 | 1944 | 1944 | 1945 | 1945 | 1945 | 1945 | 1945 | 1945 | 1945 | 1945 | 1945 | 1945 | 1945 | 1945 | 1946 | 1946 | 1946 | Celkem |
| Rok/měsíc                     | 9    | 10   | 11   | 12   | 1    | 2    | 3    | 4    | 5    | 6    | 7    | 8    | 9    | 10   | 11   | 12   | 1    | 2    | 3    | Celkem |
| Počet kusů                    | 40   | 90   | 150  | 220  | 210  | 215  | 211  | 214  | 210  | 210  | 200  | 200  | 165  | 160  | 140  | 150  | 50   | 100  | 102  | 3037   |

### Další vývoj
Přes negativní výsledky předběžné studie vývoje dalšího typu stíhače s 122mm kanónem probíhaly práce v této oblasti i nadále. Jedním z důvodů bylo zpoždění vývoje průbojných střel do kanonu D-10S (zavedení do výroby se neočekávalo dříve než na podzim 1944), zatímco všechny potřebné munice pro 122mm kanon D-25, byly k dispozici již od roku 1930. V květnu 1944 Uralmašzavod vytvořil projekt SU-122P, prototyp byl vyroben v září téhož roku. Od SU-100 se lišil pouze instalací 122mm kanonu D-25. Podle výsledků testu byl prototyp SU-122P vyhovující, ale do výroby nebyl přijat. Důvody nejsou známy, ale jak zdůraznil M. Baryatinsky, důsledkem mohlo být to, že jen málo výhod SU-122P jako stíhače tanků převažuje nad nevýhodami. 122mm zbraň byla ve srovnání se 100mm účinnější proti pancíři německých obrněných vozidel a používala výkonnější vysoce explozivní střelami. Naproti tomu měl stíhač méně munice, výrazně sníženou rychlost střelby a zvýšený rozptyl hlavně. To vše tvořilo více problémů než u SU-100. Navíc vznikly obavy, že 122mm dělo by mohlo být příliš silné pro podvozek T-34/85. Prakticky kvůli úplnému vyčerpání možností výroby stíhačů na podvozku T-34 s posádkou vpředu se vývoj SU-122 zastavil. Pro další práce na středních stíhačích již byly použity nově konstruované podvozky s prostorem pro posádku umístěným vzadu.

## Popis struktury
Uspořádání prostoru SU-100 bylo stejné jako u běžného tanku: v přední části byl velitelský a bojový prostor, v zadní motorový a převodový. Posádka SU-100 se skládala ze čtyř osob: Řidič, velitel, střelec a nabíječ.

## Uživatelé
- Alžírsko: 50 v rezervě.[1][2]
- Severní Korea: 100[3]
- Maroko: 25;[3] 8 operačních.[1]
- Rumunsko: 47 v rezervě (rok 2016).[4]
- Vietnam: 100[3]
- Jemen: 70[1]

### Bývalí uživatelé
- Albánie: vyřazeno[5]
- Angola: 40;[3] všechny zničeny během občanské války nebo vyřazeny koncem 80. let 20. století[6]
- Bulharsko: 100[3]
- Čína: 300[3]
- Kuba: 100[3]
- Československo: 200[3]
- NDR: 50[3]
- Egypt: 150[3]
- Maďarsko: 50[3]
- Irák: 250[3]
- Mongolsko: 10[3]
- Severní Jemen: 50[3]
- Polsko: 25 nebo 26. Vyřazeny ze služby koncem 60 let.[7]
- Sovětský svaz[8]
- Sýrie: 80[3]
- Jugoslávie: 20[9]